# Danza del tigre y el venado
La Danza del tigre y el venado es una danza tradicional que tiene lugar en el municipio de San Juan Nonualco, departamento de La Paz, El Salvador. Fue declarada Bien cultural de este país por parte de la Secretaría de Cultura en el año 2014. También se desarrolla en el municipio de Izalco, departamento de Sonsonate..

## Origen según la tradición
De acuerdo que los relatos tradicionales, la danza se originó por un incidente acaecido a una pareja. Sucedió que un matrimonio andaba en búsqueda de una presa, y cuando al fin lograron cazar un venado, un feroz tigre se hizo presente, lo que obligó al cazador y su mujer a subirse a un árbol. Tras implorar ayuda a la imagen del Jesús de la Caridad, unos cazadores se hicieron presentes a la escena y dieron muerte a la fiera. En agradecimiento, ambos escenificaron la aventura con ayuda de familiares, y todos interpretaron sus personajes vestidos adecuadamente.

## Desarrollo
La danza tiene lugar en el tres de mayo, día de la Cruz, cuando también se celebran las fiestas patronales en honor al Señor de la Caridad. Generalmente los intérpretes son dos músicos que ejecutan pito y tambor; así como el “tigre” o juanchi , el “viejo”, la “vieja”, el “venado” y el “perro”, todos con sus respectivas máscaras y atuendos.
En la coreografía se escenifica la cacería, que culmina con la muerte del tigre. Posteriormente se simula el descuartizamiento del animal, y sus piezas son repartidas con acompañamiento de versos jocosos. Por ejemplo:
La degoyadura para el señor cura

Las cejas para las viejas

Las Jachas para las muchachas

Los ojos para los Patojos

Los riñones para los mirones

## Variante en Izalco
En Izalco la danza se desarrolla en el mes de diciembre en honor a las cofradías donde se honra al Niño Dios. Aquí los personajes son más numerosos, y entre ellos se cuentan: El Rey, dos capitanes y cuatro soldados, la princesa “Zagaleja”, el “Fusilón” o cazador, el “Viejo”, así como dos perros, dos micos, el tigre y el venado. En este caso el venado se convierte en ofrenda al Niño Dios.